# Maurice d'Anhalt-Dessau
Maurice d'Anhalt-Dessau (31 octobre 1712 à Dessau - 11 avril 1760 à Dessau), est un prince allemand de la Maison d'Ascanie de la branche d'Anhalt-Dessau. Il est également un général Prussien.

## Biographie
Maurice est le cinquième fils de Léopold Ier d'Anhalt-Dessau, et de son épouse morganatique, Anna Louise Föhse.
Maurice entre dans l'Armée prussienne en 1725, et effectue son premier service comme volontaire dans la Guerre de Succession de Pologne (1733-1738) (1734-35). Dans les dernières années du règne de Frédéric-Guillaume Ier de Prusse, il occupe d'importants postes. En 1741, il est nommé chef du 22e régiment d'infanterie. Dans la voïvodie de Silésie, lors des guerres de Frédéric le Grand, Maurice se distingue, en particulier lors de la Bataille de Hohenfriedberg en 1745.
À la Bataille de Kesselsdorf, c'est l'aile dirigée par le jeune Maurice qui force les lignes autrichiennes et aide à gagner la dernière campagne de son père Léopold. Dans les années de paix qui précèdent la Guerre de Sept Ans, Maurice est employé par Frédéric le Grand dans la colonisation des terres incultes de Poméranie et de la vallée de l'Oder. Lorsque le roi prend le champ de nouveau en 1756, Maurice a le commandement de l'une des colonnes qui, encerclé dans l'armée Saxonne dans les lignes de Pirna, reçoit la reddition de Friedrich August Rutowski, après l'échec d'une contre-attaque autrichienne.
Au cours de l'année suivante, Maurice subit un changement de fortune. Lors de la Bataille de Kolin, il dirige l'aile gauche, qui, par le biais d'un malentendu avec le roi, est prématurément envoyée au combat. Dans les désastreux jours qui suivent, Maurice est victime du mécontentement de Frédéric. Mais la glorieuse Bataille de Leuthen , le 5 décembre 1757, met un terme à cela. À la fin de la journée, Frédéric appelle le général prince Maurice, "je vous félicite, Monsieur le Feldmarschall!" A la Bataille de Zorndorf, il se distingue, mais à la Bataille de Hochkirch il est tombé blessé aux mains des Autrichiens. Maurice subit un empoisonnement du sang de la plaie et succombe peu après sa libération de captivité.